# Christine Goitschel

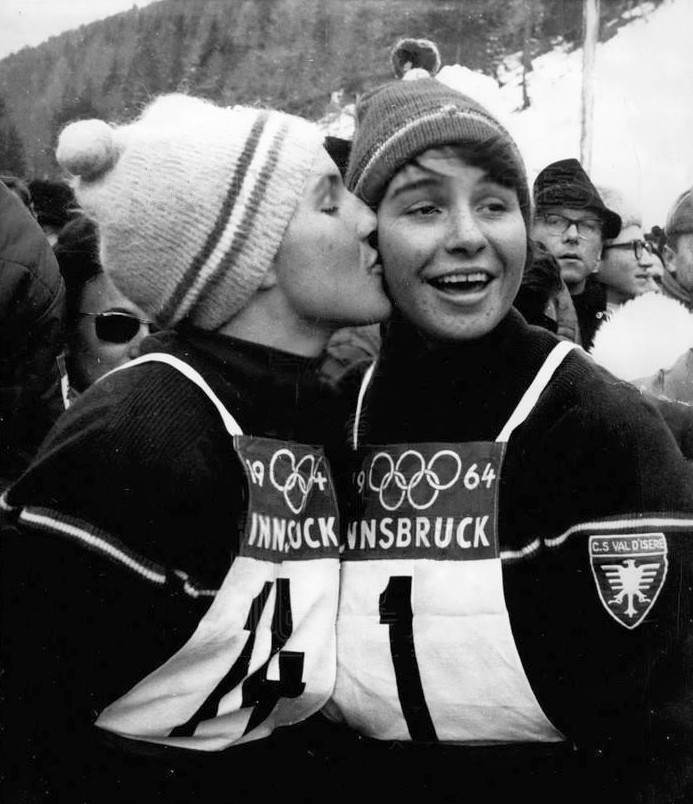
Christine (links) en Marielle Goitschel in 1964

Christine Goitschel (Sainte-Maxime, 9 juni 1944) is een Franse voormalige alpineskiester.
Goitschel nam eenmaal deel aan de Olympische Winterspelen (in 1964), die tevens als wereldkampioenschappen alpineskiën golden. Op de discipline slalom werd ze olympisch kampioene en wereldkampioene, op de reuzenslalom veroverde ze de zilveren medaille.
Goitschel is de oudere zus van Marielle Goitschel die op deze spelen tweede werd op de slalom en olympisch kampioene op de reuzenslalom.

## Kampioenschappen
1948: Gretchen Fraser ·
1952: Andrea Mead-Lawrence ·
1956: Renée Colliard ·
1960: Anne Heggtveit ·
1964: Christine Goitschel ·
1968: Marielle Goitschel ·
1972: Barbara Cochran ·
1976: Rosi Mittermaier ·
1980: Hanni Wenzel ·
1984: Paoletta Magoni ·
1988: Vreni Schneider ·
1992: Petra Kronberger ·
1994: Vreni Schneider ·
1998: Hilde Gerg ·
2002: Janica Kostelić ·
2006: Anja Pärson ·
2010: Maria Riesch ·
2014: Mikaela Shiffrin ·
2018: Frida Hansdotter ·
2022: Petra Vlhová
- Bibliothèque nationale de France: cb15957263k (data)
- International Standard Name Identifier: 0000 0000 5830 5799
- Système universitaire de documentation: 19134236X
- Virtual International Authority File: 79217457